# Šumperák

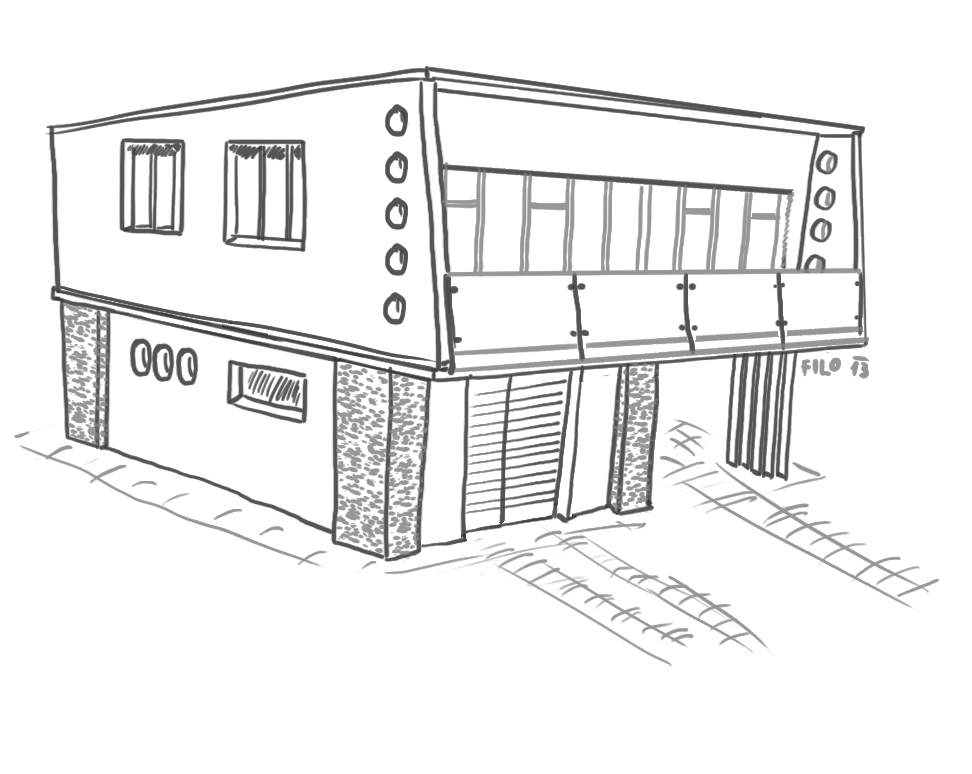
Šumperák, rodinný dům typu V

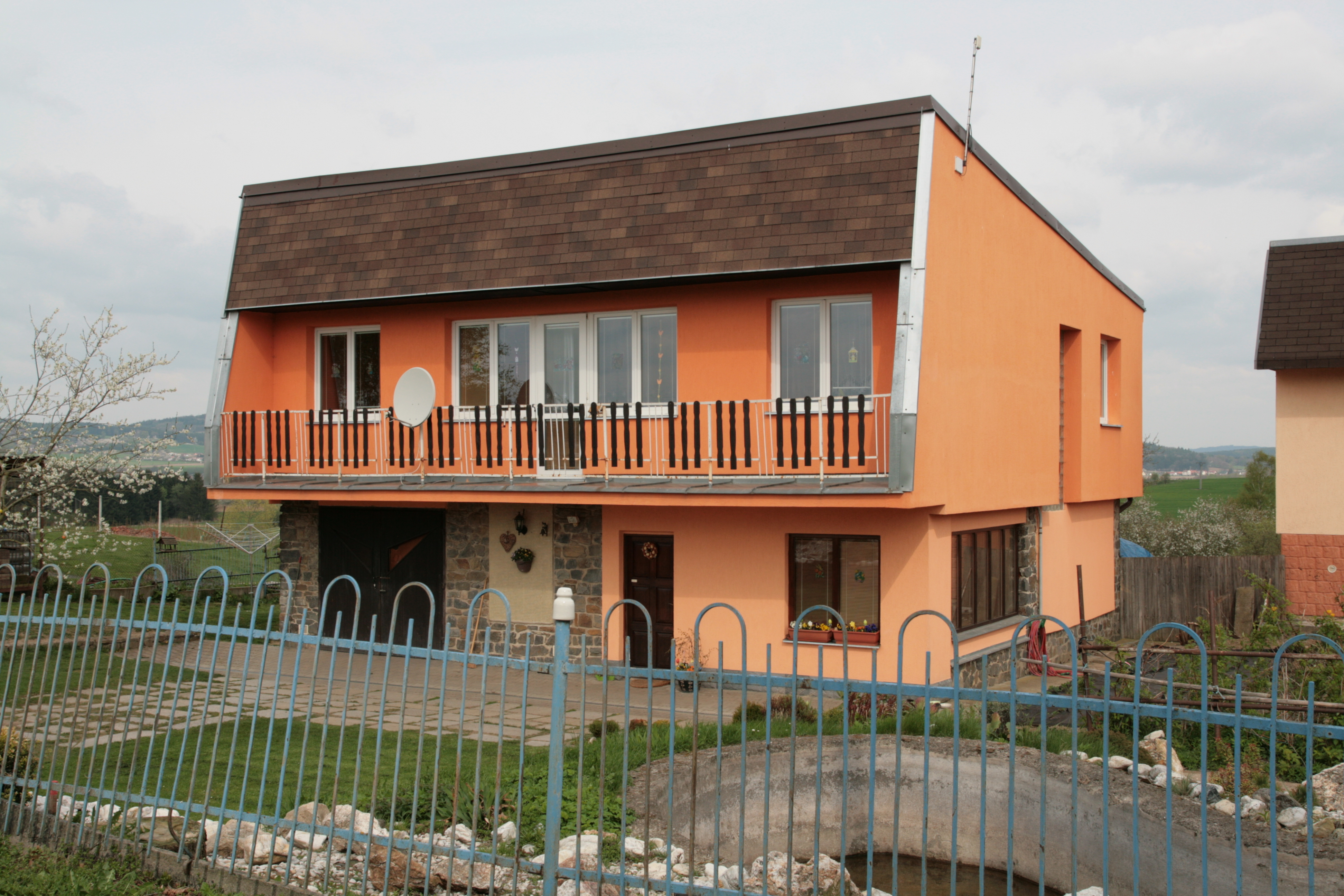
Šumperák v Pihovicích u Klatov

Šumperák je označení pro typ rodinného domu, jehož projekt vznikl na konci šedesátých let 20. století. Jeden z prvních domů tohoto typu, odkazující na bruselský styl československé expozice Expo 58, postavil projektant Josef Vaněk (1932–1999),pro tehdejšího ředitele polikliniky v Šumperku. Podle něj se pak ujalo lidové označení šumperák. Oficiální název zněl „rodinný dům typu V“.
Druhý dům tohoto typu byl postaven v centru Šumperka (Terezínská ulice 3), kde stojí dodnes. Postupně bylo těchto domů po celé zemi postaveno asi 20 tisíc (prodalo se 5 tisíc plánů, které se však množily). Na počátku 70. let byla hodnota stavby 120 000 Kčs. Šumperáky se zabývá fotograf a historik umění Tomáš Pospěch. Maďarskou obdobou byla Kádárova kostka (Kádár-kocka).

## Historie vzniku šumperáku
Úplně první typ tohoto domu pochází z roku 1959 od architekta Vladimíra Kalivody, který vypracoval návrh rodinného domu pro ředitele strojíren Zdeňka Dobeše, který se postavil v Litovli. Sousedovi Zdeňka Dobeše se návrh domu líbil natolik, že si postavil stejný dům vedle. Dalších šest domů bylo postaveno v Mladějově, přes nevůli původního architekta. Když se na základě těchto domů stavěl další dům v Topolanech, tak zde Josef Vaněk oslovil stavebníka a ofotil si jeho stavební plány. Na základě úpravy těchto plánů potom Vaněk vytvořil slavný šumperák.
Pro první realizaci upravených plánů si Vaněk u stavebního úřadu vyhlídl manžele Kocúrkovy, které přemluvil, že jejich projekt je špatný a nabídl jim svůj jako lepší. Se stavbou potom sám pomáhal a díky získaným zkušenostem svůj plán upravoval. Další pak vznikl v také v Rapotíně, jako první dům tohoto typu. Třetí si postavil lékař v Šumperku, kdy si ho všimla širší veřejnost.
Vaněk prodával plány lidem za 842 korun s tím, že je stavba natolik snadná, že ji postaví jeden zedník a dva pomocní dělníci za dva měsíce. Zájemců bylo tolik, že mu s množením pomáhali členové rodiny. Vydal i třicetistránkovou propagační brožuru s adresou a telefonním číslem. Po získání popularity šumperáku se dokonce původní architekt chtěl s Vaňkem soudit, ale nakonec od toho upustil.
V sedmdesátých letech ho nadřízení z okresního stavebního podniku zažalovali za nedovolené podnikání, přestože se v této době vyskytl dům na pohlednicích a plakátech jako příklad socialistického pokroku. Vaněk se nakonec nechal zaměstnat v družstvu Kovostav, kde mohl plány dál legálně šířit, a vyvázl tak bez trestu.

## Popis
Šumperák je jednopatrový rodinný dům s pultovou střechou, kde obytné místnosti jsou situovány v prvním patře, přízemí je využíváno pro zázemí domu a nachází se zde také garáž. Čelní strana opticky vystupujícího prvního patra je prosklená a s průběžným úzkým, spíše okrasným balkónem. Balkón je po obou stranách ukončen typickými šikminami, často s kruhovými průzory nebo prolisy. Šikmý motiv se objevuje obvykle také v prosklení garážových vrat, která jsou umístěna na čelní straně vlevo, vpravo se nachází hlavní vchod.

## Fotogalerie

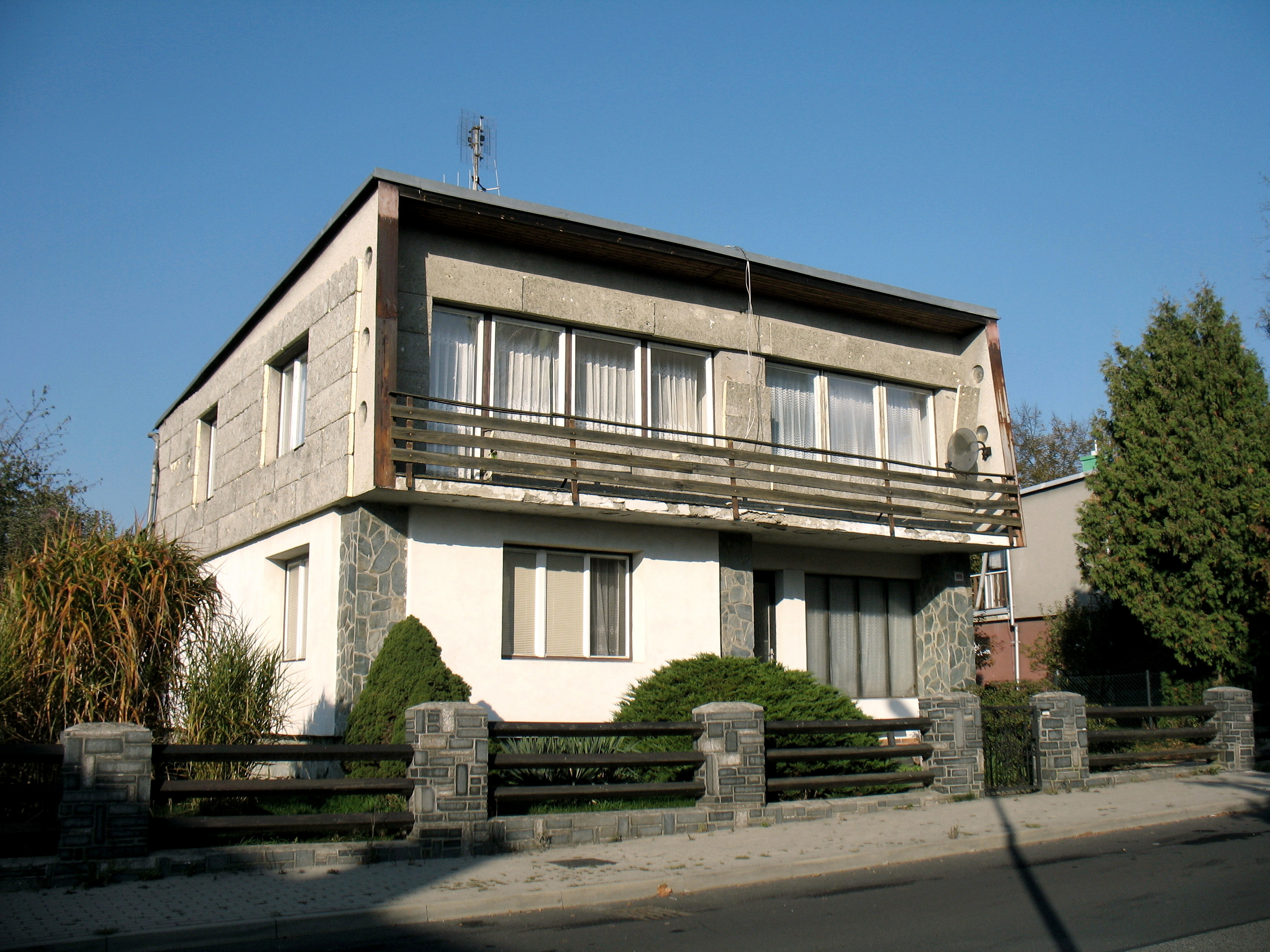
Dům čp.1899 z roku 1972 v Heroutově ulici v České Lípě
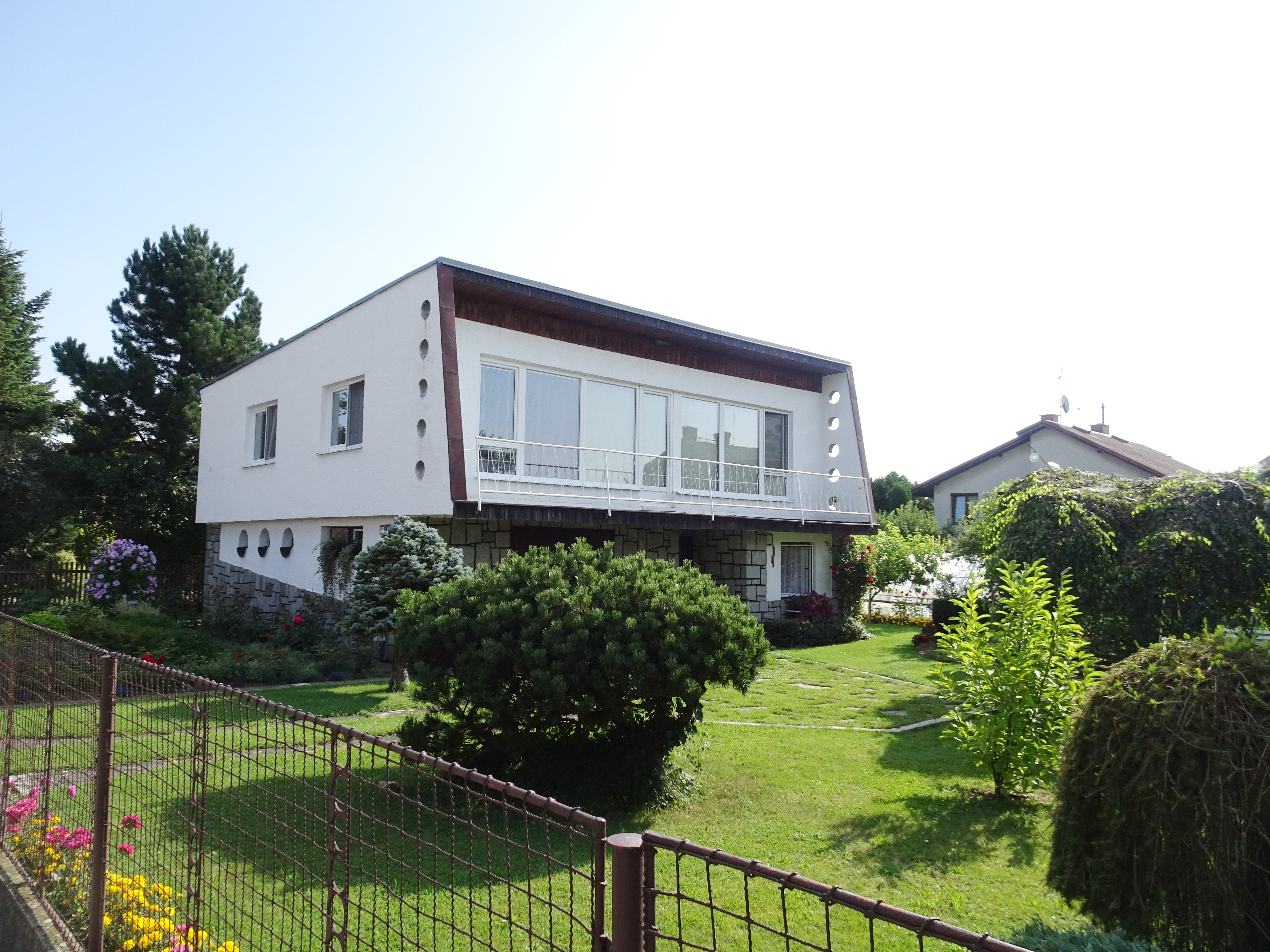
Modernizovaný dům ve Městě Albrechticích v okrese Bruntál
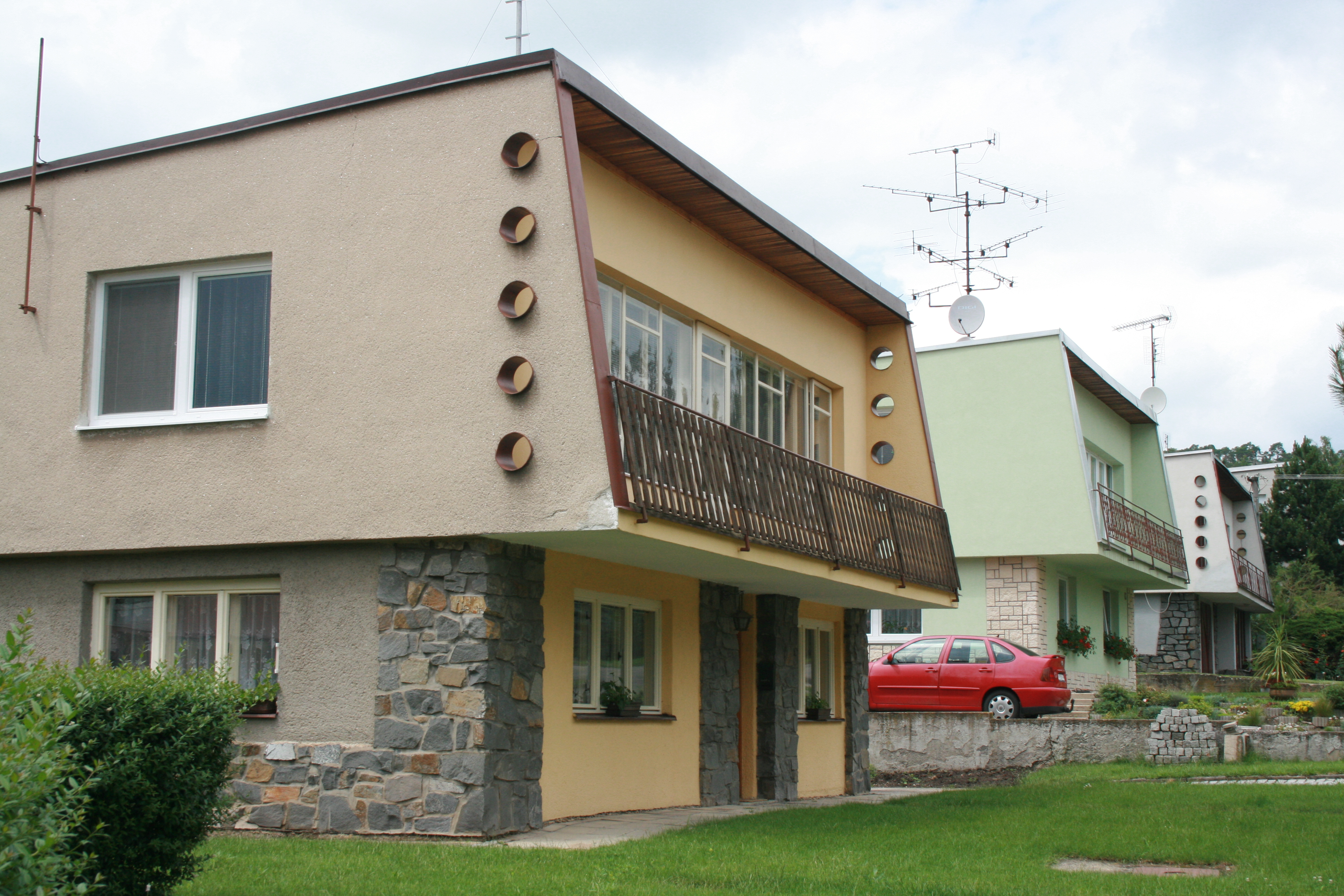
Jiráskova ulice ve Slavkově u Brna
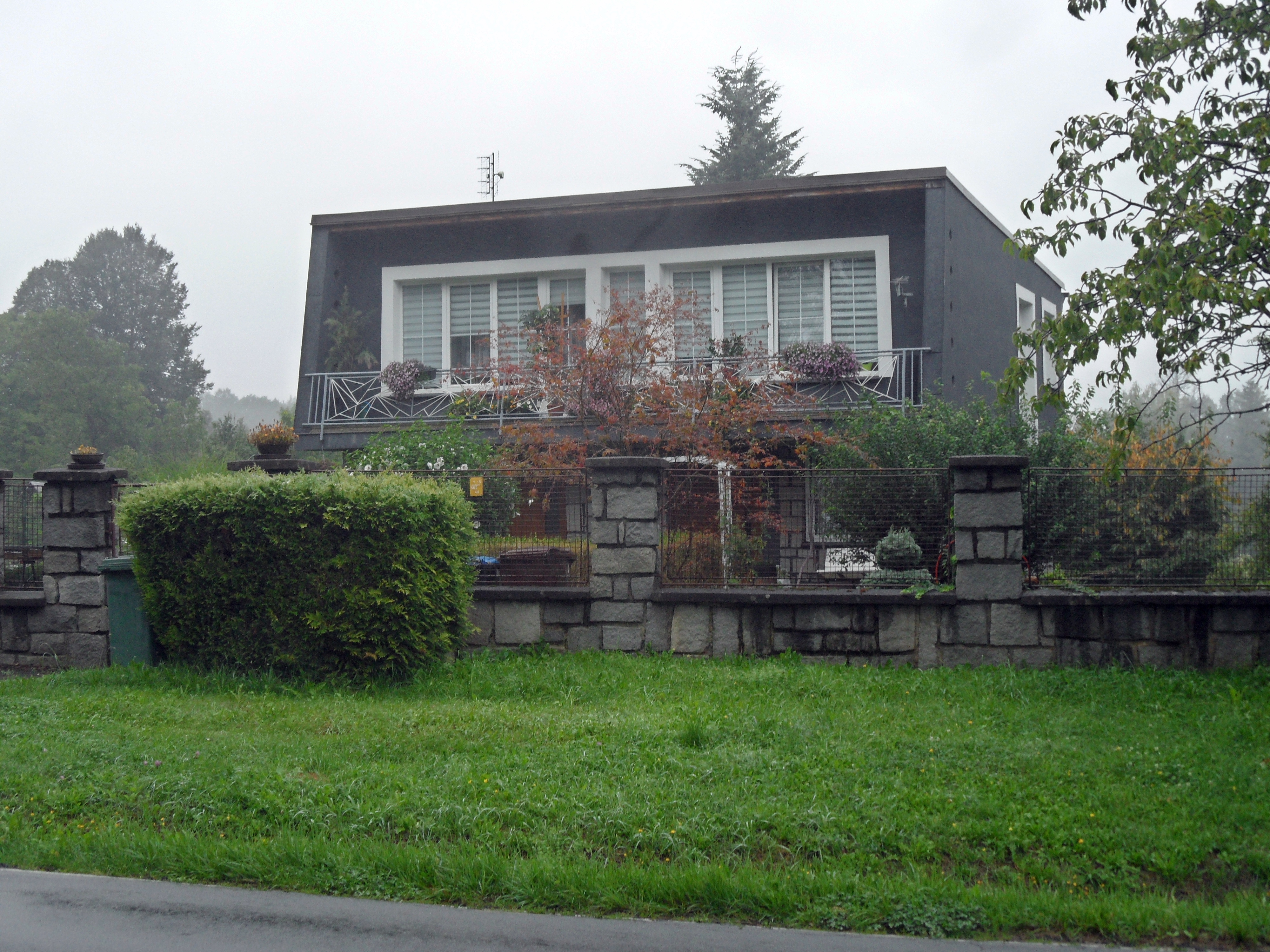
Nádražní ulice ve Zlatých Horách na Jesenicku
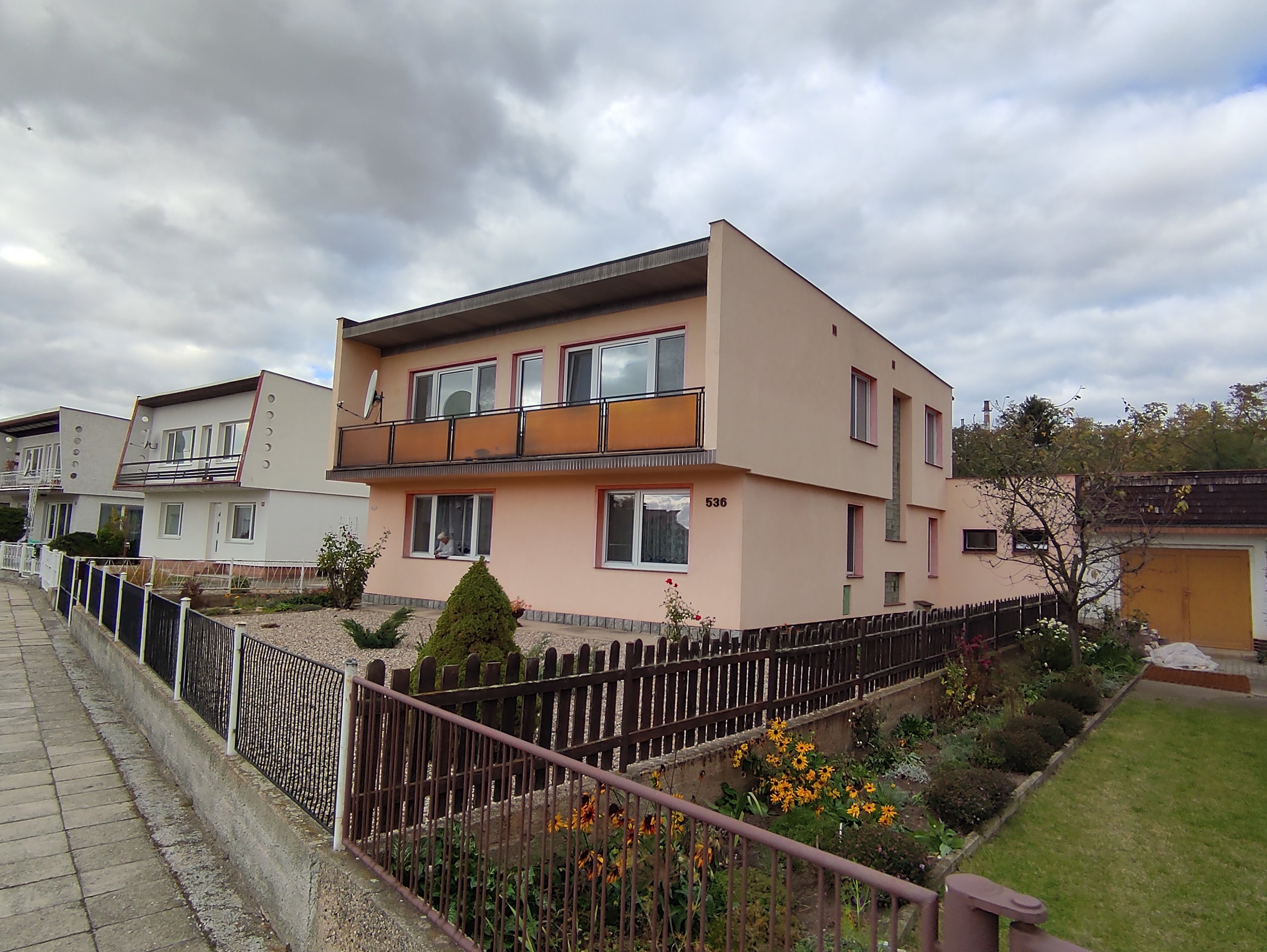
Šumperáky ve Vladislavově ulici v Postoloprtech
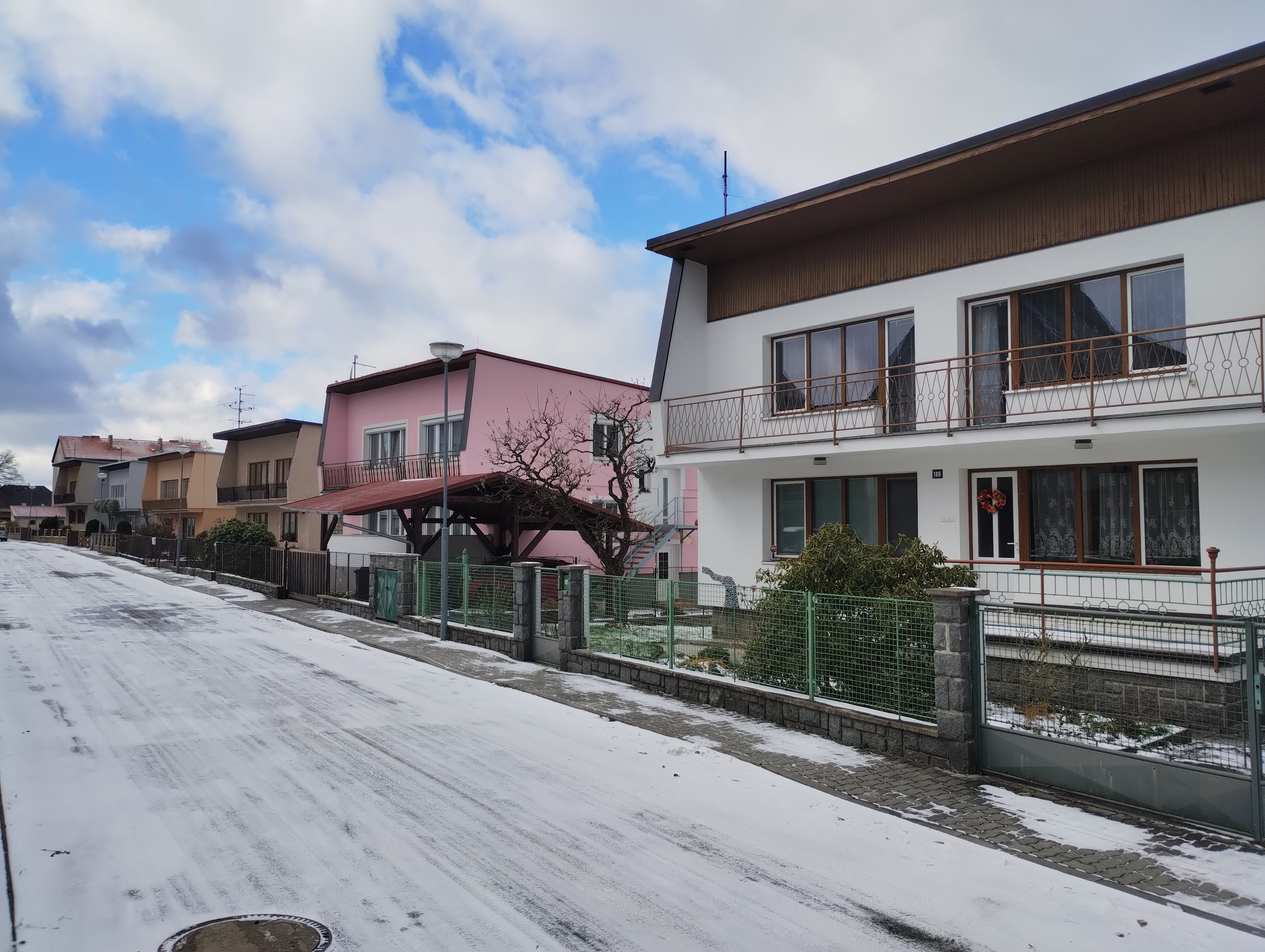
Ulice šumperáků v Malontech